# Kamal Mirzəyev
Mirzəyev Kamal Nəsrullah oğlu (ur. 14 września 1994 w Alpout-Udzhar) – azerski piłkarz grający na pozycji defensywnego pomocnika w klubie Qəbələ FK.

## Kariera klubowa

### Şüvəlan Baku
Mirzəyev przeszedł do Şüvəlan Baku 2 lutego 2015. Zadebiutował on dla tego klubu 22 maja 2015 w meczu z Simurq Zaqatala (wyg. 5:0). Pierwszą bramkę zawodnik ten zdobył 13 marca 2016 w zremisowanym 1:1 spotkaniu przeciwko Neftçi PFK. Łącznie dla Şüvəlan Baku Azer rozegrał 43 mecze, strzelając jednego gola.

### Sumqayıt FK
Mirzəyev przeniósł się do Sumqayıt FK 1 lipca 2017. Debiut dla tego zespołu zaliczył on 13 sierpnia 2017 w wygranym 2:1 spotkaniu przeciwko Kəpəz Gəncə. Pierwszego gola piłkarz ten strzelił 29 listopada 2017 w meczu Pucharu Azerbejdżanu z Sabah Baku. Ostatecznie w barwach Sumqayıt FK Azer wystąpił 24 razy, zdobywając dwie bramki.

### Zirə Baku
Mirzəyev trafił do Zirə Baku 1 lipca 2018. Zadebiutował on dla tego zespołu 26 września 2019 w przegranym 3:2 spotkaniu przeciwko Qarabağ FK. Łącznie dla Zirə Baku Azer rozegrał 15 meczów, nie strzelając żadnego gola.

### Qəbələ FK

#### 2010–2015, 2019
Mirzəyev występował w drugim zespole Qəbələ FK w latach 2010–2015. Dla pierwszej drużyny zadebiutował on 28 kwietnia 2015 w meczu z Qarabağ FK (przeg. 0:2). W 2019 roku Azer ponownie przeniósł się do Qəbələ FK, nie rozgrywając tam jednak żadnego meczu.

#### 2020
Mirzəyev trafił do Qəbələ FK 22 września 2020. Pierwsze spotkanie po powrocie rozegrał 30 listopada 2020 występując przeciwko Sumqayıt FK (wyg. 0:2).

### Al Salmiya
Mirzəyev przeniósł się do Al Salmiya 23 sierpnia 2019. Występował tam przez nieco ponad rok.

## Kariera reprezentacyjna
| Mecze i gole w reprezentacji | Mecze i gole w reprezentacji | Mecze i gole w reprezentacji | Mecze i gole w reprezentacji | Mecze i gole w reprezentacji | Mecze i gole w reprezentacji | Mecze i gole w reprezentacji | Mecze i gole w reprezentacji              |
| Azerbejdżan U-19             | Azerbejdżan U-19             | Azerbejdżan U-19             | Azerbejdżan U-19             | Azerbejdżan U-19             | Azerbejdżan U-19             | Azerbejdżan U-19             | Azerbejdżan U-19                          |
| Lp.                          | Data                         | Miejsce                      | Gospodarz                    | Gość                         | Wynik                        | Gol                          | Rozgrywki                                 |
| ---------------------------- | ---------------------------- | ---------------------------- | ---------------------------- | ---------------------------- | ---------------------------- | ---------------------------- | ----------------------------------------- |
| 1.                           | 28.10.2012                   | Zaprešić                     | Azerbejdżan U-19             | Gruzja U-19                  | 1:1                          | Gol                          | Mecz towarzyski                           |
| Azerbejdżan U-21             |                              |                              |                              |                              |                              |                              |                                           |
| Lp.                          | Data                         | Miejsce                      | Gospodarz                    | Gość                         | Wynik                        | Gol                          | Rozgrywki                                 |
| 1.                           | 07.10.2016                   | Helsinki                     | Finlandia U-21               | Azerbejdżan U-21             | 0:0                          |                              | Mistrzostwa Europy U-21 2017 – eliminacje |